# Antonio de Ulloa
Antonio de Ulloa y de la Torre-Giral (n. 12 ianuarie 1716, Sevilla, Regatul Sevillei⁠(d), Spania – d. 5 iulie 1795, Isla de León⁠(d), Andaluzia, Spania) a fost un general spaniol de marină, explorator, om de știință, autor, astronom, administrator colonial și primul guvernator spaniol al Louisianei. El a fost numit în această funcție în 1763, după ce Franța a cedat teritoriul Spaniei, ca urmare a înfrângerii sale de către Marea Britanie în Războiul de Șapte Ani. Stăpânirea sa a fost oprită de coloniștii creoli francezi din New Orleans, care l-au expulzat în 1768 din Louisiana de Vest. 
Ulloa avea deja o reputație internațională în domeniul științei, fiind parte a misiunii geodezice franceze în actualul Ecuador. A prezentat un amplu raport al observațiilor și concluziilor sale despre călătoria din America de Sud, care a fost publicat în limba franceză (în 1848) și în limba engleză (în 1806) sub titlul A Voyage to South America. A fost membru al Societății Regale și membru străin al Academiei Regale de Științe din Suedia. 

## Viață
Ulloa s-a născut în Sevilla, Spania, tatăl său fiind economist. Ulloa a intrat în marină în 1733. În 1735, împreună cu colegul său spaniol Jorge Juan, a fost numit pentru a lua parte la misiunea geodezică franceză. Academia Franceză de Științe a trimis această expediție științifică în actualul Ecuador pentru a măsura gradul arcului meridian la ecuator. 
Ulloa și Juan au lucrat în Ecuador între 1736 și 1744, timp în care au descoperit în zonă elementul platină. Ulloa a fost prima persoană care a prezentat o descriere științifică despre acest metal. Din acest motiv Ulloa este uneori incorect creditat ca descoperitor al platinei. În 1745 – după ce și-au încheiat activitatea științifică – Ulloa și Jorge Juan s-au pregătit să se întoarcă în Spania, acceptând să călătorească pe diferite nave, pentru a reduce la minimum riscul pierderii mostrelor și a importantelor registre. 
Nava pe care Ulloa călătorea a fost capturată de britanici, ajungând prizonier în Anglia. În această țară, prin realizările sale științifice, Ulloa a dobândit prietenia oamenilor de știință și a devenit membru al Societății Regale din Londra. La scurt timp, prin influența președintelui acestei societăți, a fost eliberat și a putut să se întoarcă în Spania. A publicat o relatare despre popoarele și țările pe care le-a vizitat în timpul misiunii geodezice franceze (1748), care a fost tradusă în limba engleză și publicată sub titlul A Voyage to South America (1806).

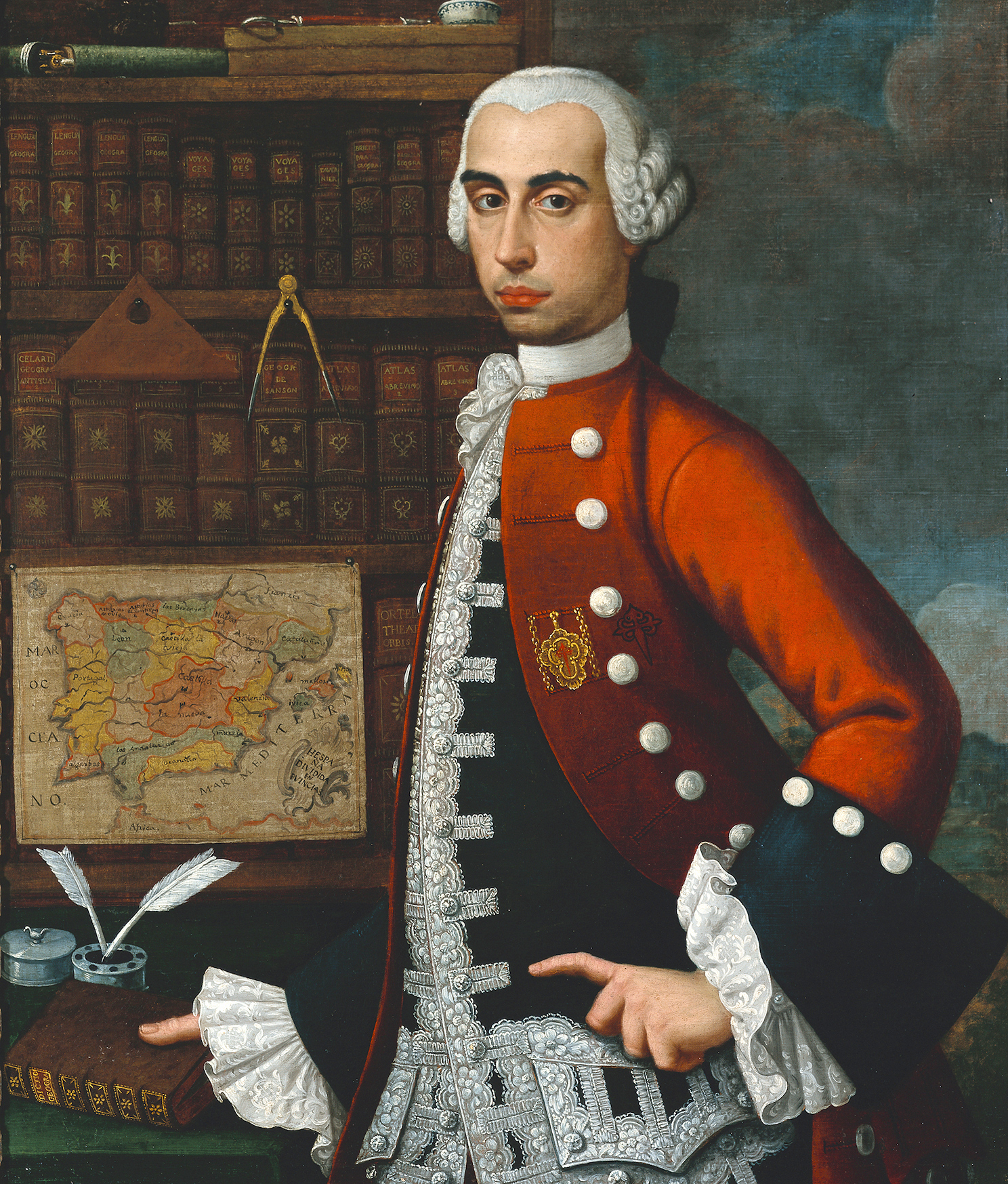
Ulloa portretizat de către un artist necunoscut. Colecția Institutului de Artă din Chicago

Ulloa a devenit un proeminent om de știință și a fost numit pentru a servi în diverse comisii științifice importante. Este creditat cu înființarea primului muzeu de istorie naturală, primul laborator metalurgic din Spania și a observatorului din Cadiz. În 1751, Ulloa a fost ales membru al Academiei Regale de Științe a Suediei. 
În 1758 s-a întors în America de Sud ca guvernator al orașului Huancavelica din Peru și director general al minei de mercur din regiune. A deținut această funcție până în 1764. 
După ce Franța a fost învinsă de către englezi în Războiul de șapte ani, acesta a cedat Spaniei teritoriile sale situate la vest de râul Mississippi. Ulloa a fost numit de coroana spaniolă pentru a servi drept prim guvernator spaniol al Louisiana de Vest și a ajuns la New Orleans – principalul  port și oraș al provinciei – la 5 martie 1766. Coloniștii francezi au refuzat să recunoască guvernarea spaniolă și l-au expulzat pe Ulloa din Louisiana în urma Rebeliunii din Louisiana din 1768, o revoltă creolă . La 28 octombrie, când revoltele au izbucnit în New Orleans, guvernatorul și soția lui însărcinată au fost duși la o navă spaniolă. Consiliul Superior a votat că guvernatorul pleacă în termen de trei zile. El a respectat condițiile, plecând la 1 noiembrie. Revolta a fost în cele din urmă zdrobită de forțele lui Alejandro O'Reilly în 1769, stabilind dominația spaniolă în colonie o dată pentru totdeauna.     
Pentru restul vieții sale, Ulloa a servit ca ofițer naval. În 1779 a devenit locotenent general al forțelor navale. Ulloa a murit la Isla de Leon, Cádiz, în 1795.     

## Moștenire

Bustul lui Antonio de Ulloa din Mitad del Mundo, Ecuador

Ca urmare a activității sale științifice din Peru, Ulloa a publicat Relación histórica del viaje á la América Meridional  (Madrid, 1784), care conține o descriere completă, exactă și clară a celei mai mari părți a Americii de Sud din punct de vedere geografic, a locuitorilor săi și a istoriei naturale (a fost publicată în engleză în 1806). 
De asemenea, a scris (în colaborare cu Jorge Juan) Noticias secretas de América, oferind informații valoroase despre ordinelele religioase timpurii din America spaniolă. Această lucrare a fost publicată de David Barry la Londra, în 1826.
Ulloa este omonimul pentru termenul meteorologic haloul lui Ulloa (cunoscută și ca haloul Bouger), un tip de curcubeu pe care un observator poate vedea rareori soarele prin ceață.